# Yngve Johansson (fotbollsspelare)
Yngve Johansson, född 2 mars 1966, är en svensk före detta fotbollsspelare. Han började karriären i Holmalunds IF och spelade i Allsvenskan för Västra Frölunda IF i början av 1990-talet. Eftersom han är son till Nils "Tidan" Johansson och yngre bror till Magnus "Lill-Tidan" Johansson fick han smeknamnet "Mini-Tidan".

## Karriär
Västra Frölunda IF
- Allsvenskan 1988 – 15 matcher / 0 mål[2]
- Allsvenskan 1989 – 12 matcher / 1 mål[3]
- Division 1 1990 – ?
- Division 1 1991 – ?
- Division 1 1992 – ?
- Allsvenskan 1993 – 18 matcher / 3 mål[4]
- Allsvenskan 1994 – 20 matcher / 2 mål[5]